# 플리머스 아가일 FC
플리머스 아가일 FC(영어: Plymouth Argyle Football Club)은 잉글랜드의 축구 클럽이다. 현재 챔피언십에서 경기하고 있다. 플리머스 아가일은 풋볼 리그에서 초록색을 팀 컬러로 사용하는 두 클럽 중 하나다(나머지 한 클럽은 요빌 타운이다). 플리머스는 영국의 남서쪽에 상당히 치우쳐 있는 클럽이지만, 그럼에도 불구하고 그린 아미(플리머스 아가일의 팬들을 가리킴)의 원정 서포팅은 아주 활발하다.
플리머스 서포터들의 이름은 1620년에 플리머스를 떠나 미국에 도착하여 신대륙을 개척한 개척자들에서 따왔다(필그림은 '청교도'라는 뜻이다). 플리머스의 클럽 마스코트는 필그림 피트다. 헐 시티가 2008-09 시즌에서 프리미어리그로 승격한 이후, 플리머스는 프리미어리그 승격을 경험하지 못한 도시 중 가장 큰 도시이다.

## 라이벌 관계
플리머스의 전통적 라이벌 관계는 같은 지역에 위치해 있는 엑서터 시티와 토키 유나이티드, 브리스톨 시티, 포츠머스이다(포츠머스와 플리머스 더비는 조선소(Dockyard) 더비라 불린다). 엑서터와 플리머스가 마지막으로 만난 때는 2002년으로, 플리머스가 3 : 0으로 이겼는데, 그 후로는 엑서터와 토키가 하부리그에 머물고 있기 때문에 라이벌 관계가 무뎌졌다. 비록 지금은 많이 누그러졌지만, 가까운 과거에 생긴 라이벌 관계는 루턴 타운과의 라이벌 관계인데, 플리머스가 승격하던 2001-02 시즌에 루턴의 감독이던 조 키니어의 격앙된 발언이 발화선이 되어 라이벌 관계가 생겼다. 비슷하게 레스터 시티의 제의를 받고 시즌 중에 무책임하게 팀을 옮긴 이안 할로웨이 감독 때문에 레스터와도 라이벌 의식이 생겼는데, 2008년 2월에 킹 파워 스타디움에서 플리머스가 1 : 0으로 승리할 때의 갈등은 최고조였다.

## 메인 스폰서의 역사
| 연도      | 스폰서                  |
| 1983-1984 | Beacon Electrical       |
| 1984-1986 | Ivor Jones Insurance    |
| 1986-1987 | National and Provincial |
| 1987-1992 | Sunday Independent      |
| 1992-1998 | Rotolok                 |
| 1998-2002 | Evening Herald          |
| 2002-2011 | Ginsters                |
| 2011-2014 | WH Bond                 |
| 2014-0    | LTC Powered Access      |

출처 : Historical Football Kits

## 플리머스 아가일의 승격 역사
| 리그                                     | 순위                  | 연도                                          |
| 2부 리그 (3부 리그) (개정된 리그 표시법) | 우승                  | 2004                                          |
| 3부 리그 (3부 리그) (기존 리그 표시법)   | 우승 준우승           | 1959 1975, 1986                               |
| 3부 리그 (4부 리그) (개정된 리그 표시법) | 우승 플레이 오프 우승 | 2002 1996                                     |
| 3부 리그 남부                            | 우승 준우승           | 1930, 1952 1922, 1923, 1924, 1925, 1926, 1927 |
| 남부 리그                                | 우승 준우승           | 1913 1908, 1912                               |
| 서부 리그 1부 리그                       | 우승                  | 1905                                          |
| 서부 1부 리그 B                          | 준우승                | 1907                                          |
| 남서부 지역 리그                         | 우승                  | 1940                                          |

## 선수 명단

### 현역
참고: FIFA 자격 규정에 따라 소속된 국가대표팀 국기를 표시합니다. 선수는 복수의 FIFA 비회원국 국적을 가지고 있을 수 있습니다.
| 번호 | 포지션 | 국적     | 이름                                  |
| ---- | ------ | -------- | ------------------------------------- |
| 1    | GK     | 잉글랜드 | 제임스 비트너                         |
| 2    | DF     | 잉글랜드 | 케빈 멜러                             |
| 3    | DF     | 잉글랜드 | 벤 퍼링튼                             |
| 4    | MF     | 잉글랜드 | 리 콕스                               |
| 5    | DF     | 잉글랜드 | 커티스 넬슨 (주장)                    |
| 6    | MF     | 아일랜드 | 올리버 노번                           |
| 7    | FW     | 잉글랜드 | 루이스 알레선드라                     |
| 8    | MF     | 잉글랜드 | 제이슨 반튼                           |
| 9    | FW     | 잉글랜드 | 루번 리드                             |
| 10   | FW     | 잉글랜드 | 마빈 모건                             |
| 11   | FW     | 잉글랜드 | 도미닉 블리저드                       |
| 13   | DF     | 잉글랜드 | 안디 켈럿 (볼튼 원더러스 FC에서 임대) |

| 번호 | 포지션 | 국적     | 이름                                  |
| ---- | ------ | -------- | ------------------------------------- |
| 14   | MF     | 잉글랜드 | 타일러 하비                           |
| 15   | DF     | 잉글랜드 | 폴 우튼                               |
| 16   | DF     | 아일랜드 | 칼 맥휴                               |
| 17   | MF     | 잉글랜드 | 보비 리드 (브리스틀 시티 FC에서 임대) |
| 18   | MF     | 잉글랜드 | 매트 르코인트                         |
| 19   | FW     | 잉글랜드 | 네이슨 토머스                         |
| 22   | FW     | 잉글랜드 | 딘 스몰리                             |
| 23   | GK     | 잉글랜드 | 루크 매코믹                           |
| 24   | FW     | 잉글랜드 | 리버 알런                             |
| 25   | DF     | 잉글랜드 | 아런 벤틀리                           |
| 28   | DF     | 아일랜드 | 안소니 오코너                         |
| 29   | MF     | 잉글랜드 | 피터 하틀리 부주장                    |
| 44   | DF     |          | 정민준(U-15)Call up                   |

- 애슐리 필립스(2024 ~ )

12번은 서포터들을 위하여 비어있다.

## 역대 감독
| 감독      | 임기        |
| --------- | ----------- |
| 빌리 빙엄 | 1968 ~ 1970 |
| 웨인 루니 | 2024 ~      |